# Otakar Ševčík
Otakar Ševčík (Horažďovice, 22 marzo 1852 – Písek, 18 gennaio 1934) è stato un violinista ceco.

## Biografia
Otakar Ševčík iniziò a studiare il violino col padre e poi al Conservatorio di Praga dal 1868 al 1870 con Anton Sitt e con Antonín Bennewitz. Dal 1870 al 1873 fu primo violino dell'orchestra del Mozarteum di Salisburgo. Nel 1873 fu ingaggiato come solista alla Komische Oper (Ringtheater) di Vienna. Dal 1875 al 1892 fu professore di violino presso la Società musicale russa (Русское концертное общество) a Kiev, pur continuando a suonare frequentemente come solista. Dal 1892 al 1906 diventò professore al Conservatorio di Praga. Dal 1906 al 1908 diede lezioni private a Písek, pubblicando diverse opere didattiche specificatamente per il violino. Dal 1909 al 1918 insegnò violino all’Accademia imperiale di musica e arti interpretative di Vienna. Dal 1918 al 1921 tornò a Praga per insegnare violino al Conservatorio. Dal 1921 si stabilì provvisoriamente negli Stati Uniti e l’Inghilterra per insegnare il suo metodo. Písek divenne però la sua residenza ufficiale e sede della sua scuola, detta «Kolonie z houslistů». Vi organizzò i suoi famosi corsi d’estate e vi insegnò fino all’ultimo giorno di vita.

### Allievi
Il successo ottenuto da alcuni dei suoi studenti (Jan Kubelík, Jaroslav Kocian, Marie Hall) gli portò allievi da tutto il mondo. Fu insegnante di Cesare Barison, Henriette Wieniawski, Ivan Kryžanovskij, Michail Zacharevič ,   Alma Rosé, Erika Morini, Marjorie Hayward, Daisy Kennedy, Václav Huml, Jack Albert Fracht, Robert Dolejší, Viktor Kolář, Ludwik Schwab, Fritz Hirt, Maxim Jacobsen, Sasha Culbertson, Hugo Kortschak, Alexander Plocek, Rudolf Kolisch, Eugenia Umińska, Wolfgang Schneiderhan, Peter Rybar e Jan Sedivka. I suoi principi d'insegnamento e il suo 'sistema analitico' sono stati esposti in numerosi opuscoli. La Scuola di tecnica del violino (quattro parti, 1880), la Scuola di tecnica dell'archetto (sei parti, 1893) e la Scuola dell'intonazione su una base armonica per violino (quattordici parti, 1922) sono considerate tra le più importanti pubblicazioni didattiche di tutta la letteratura per l'insegnamento del violino. Quattro dei più prestigiosi violinisti e didatti dell’epoca (Wieniawski, Wilhelmj, Heermann, Ondříček) mandarono i propri figli a studiare con Ševčík.
Nell’elaborazione del suo metodo e del conseguente 'sistema analitico', Ševčík fu influenzato dalle teorie di Pavlov. Come insegnante di violino fu attivo a Boston, Chicago, Kiev, Londra, New York, Písek, Praga, Salisburgo, Vienna. I suoi metodi didattici sono ancora oggi dei validi fondamenti per l'insegnamento dello strumento.

## Opere didattiche pubblicate
- Scuola di tecnica del violino, op. 1

- Scuola di tecnica dell'archetto, op. 2

- 40 Variazioni, op. 3

- Metodo di violino per principianti, op. 6

- Studi preparatori al trillo e sviluppo delle corde doppie, op. 7

- Cambiamenti di posizione e studi preparatori alle scale, op. 8

- Studi preparatori alle corde doppie, op. 9

- Scuola dell'intonazione su una base armonica per violino, op.11

- Scuola dell'interpretazione per il violino, op. 16

- Studi speciali e analisi di ogni battuta del 2º Concerto di H. Wieniawski in re minore, op. 17

- Studi speciali e analisi di ogni battuta del Concerto di Joh. Brahms in re maggiore, op. 18

- Studi speciali e analisi di ogni battuta del Concerto di P. I. Tschaikowsky in re maggiore, op. 19

- Studi speciali e analisi di ogni battuta del Concerto di N. Paganini in re maggiore, op. 20

- Studi particolareggiati e analisi di ogni battuta del Concerto in mi minore di F. Mendelssohn-Bartholdy, op. 21

- Studi speciali e analisi di ogni battuta degli Studi-Capricci di R. Kreutzer, op. 26

## Composizioni
- 6 Danze ceche e Arie, op. 10

- Danza ceca n. 7, op. 10a